# Ambassadesekretær
Ambassadesekretær er stillingsbetegnelse for en yngre udsendt medarbejder under ambassadørniveau ved en ambassade. Titlen 1. (ambassade)sekretær anvendes om en noget mere erfaren medarbejder. En ambassadesekretær kan i ambassadørens fravær fungere som chargé d'affaires a.i.
Indtil 1950'erne anvendtes titlen legationssekretær om en sådan yngre diplomat, særligt ved mindre landes legationer og gesandtskaber, idet kun stormagterne og Belgien udsendte ambassader.